# Lobelia loochooensis
Lobelia loochooensis är en klockväxtart som beskrevs av Gen-Iti Koidzumi. Lobelia loochooensis ingår i släktet lobelior, och familjen klockväxter. Inga underarter finns listade i Catalogue of Life.

## Bildgalleri

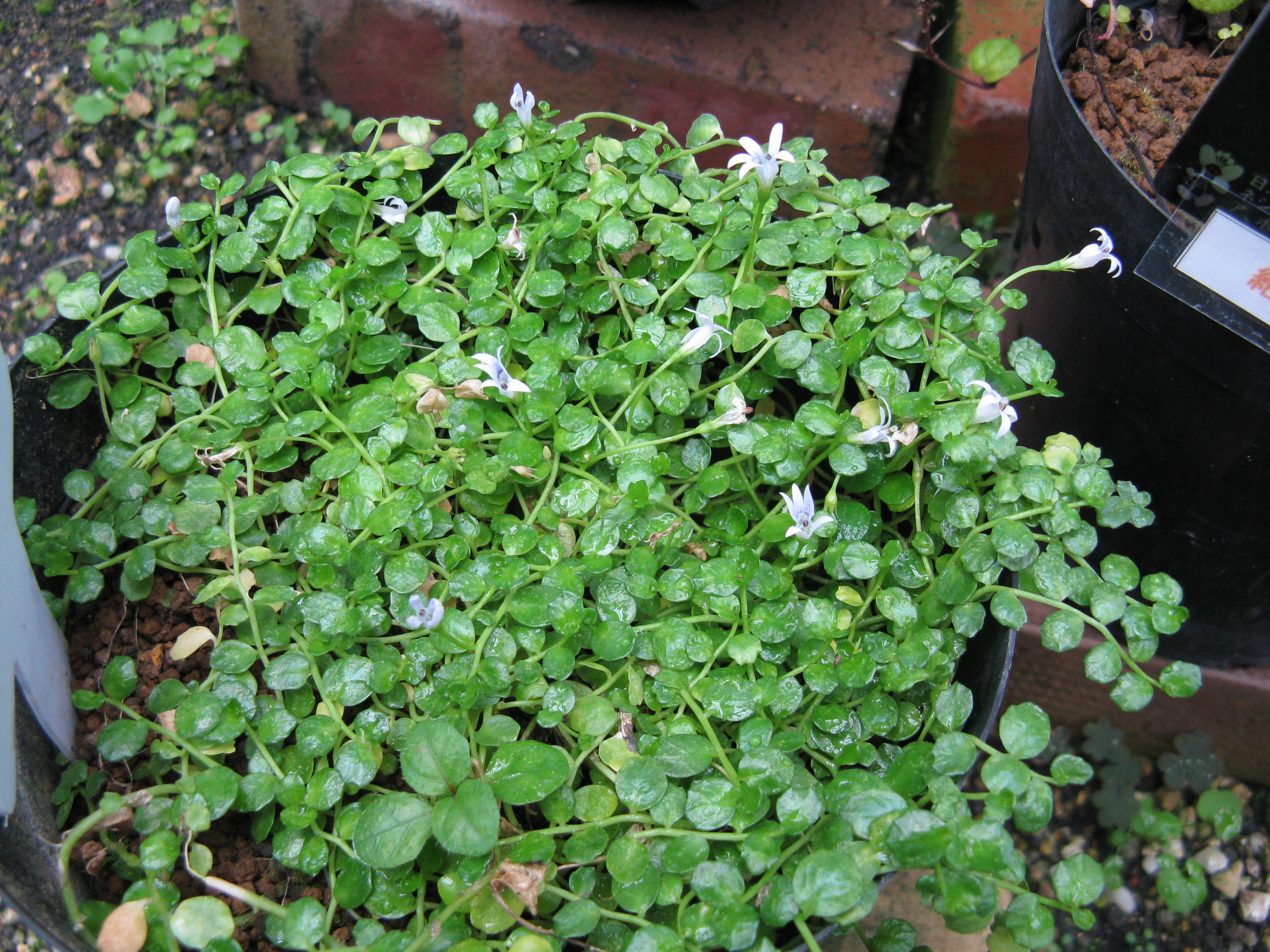
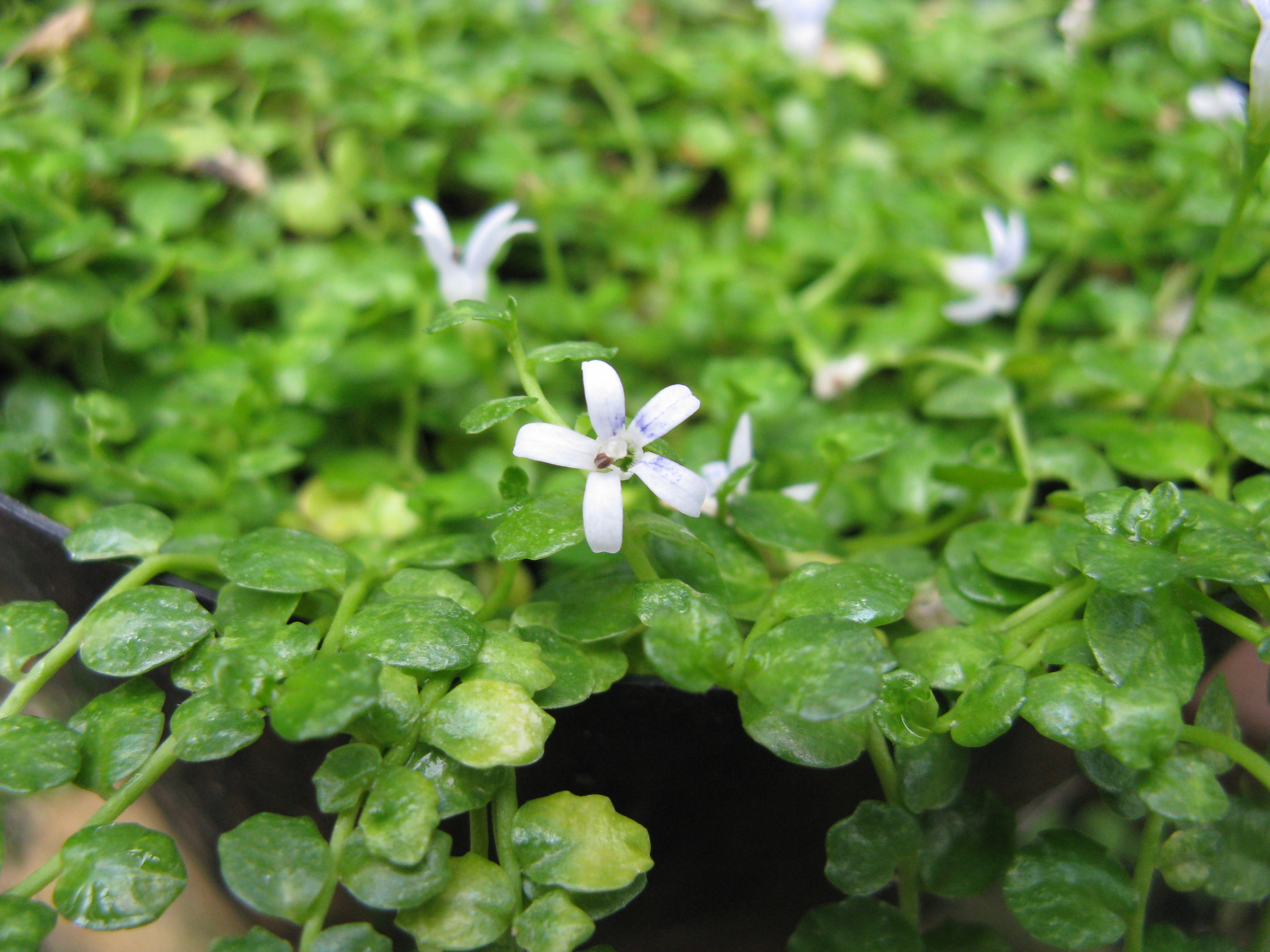